# Dolní Lánov
Obec Dolní Lánov (německy Nieder Langenau) se nachází v okrese Trutnov, kraj Královéhradecký, zhruba 4,5 km jihovýchodně od města Vrchlabí. Rozkládá se v údolí říčky Malé Labe severním okraji Krkonošského podhůří. Žije zde 825 obyvatel. Součástí Dolního Lánova jsou vedle vlastní obce též dvě malé osady, a sice Malý Lánov a Kovársko (dříve Schmidtdorf).

## Historie
První písemná zmínka o obci pochází z roku 1359.

## Pamětihodnosti
- Kostel svatého Jakuba Staršího[5] s Křížovou cestou
- Boží muka
- Pomník osvobození
- Kovárna

## Fotogalerie

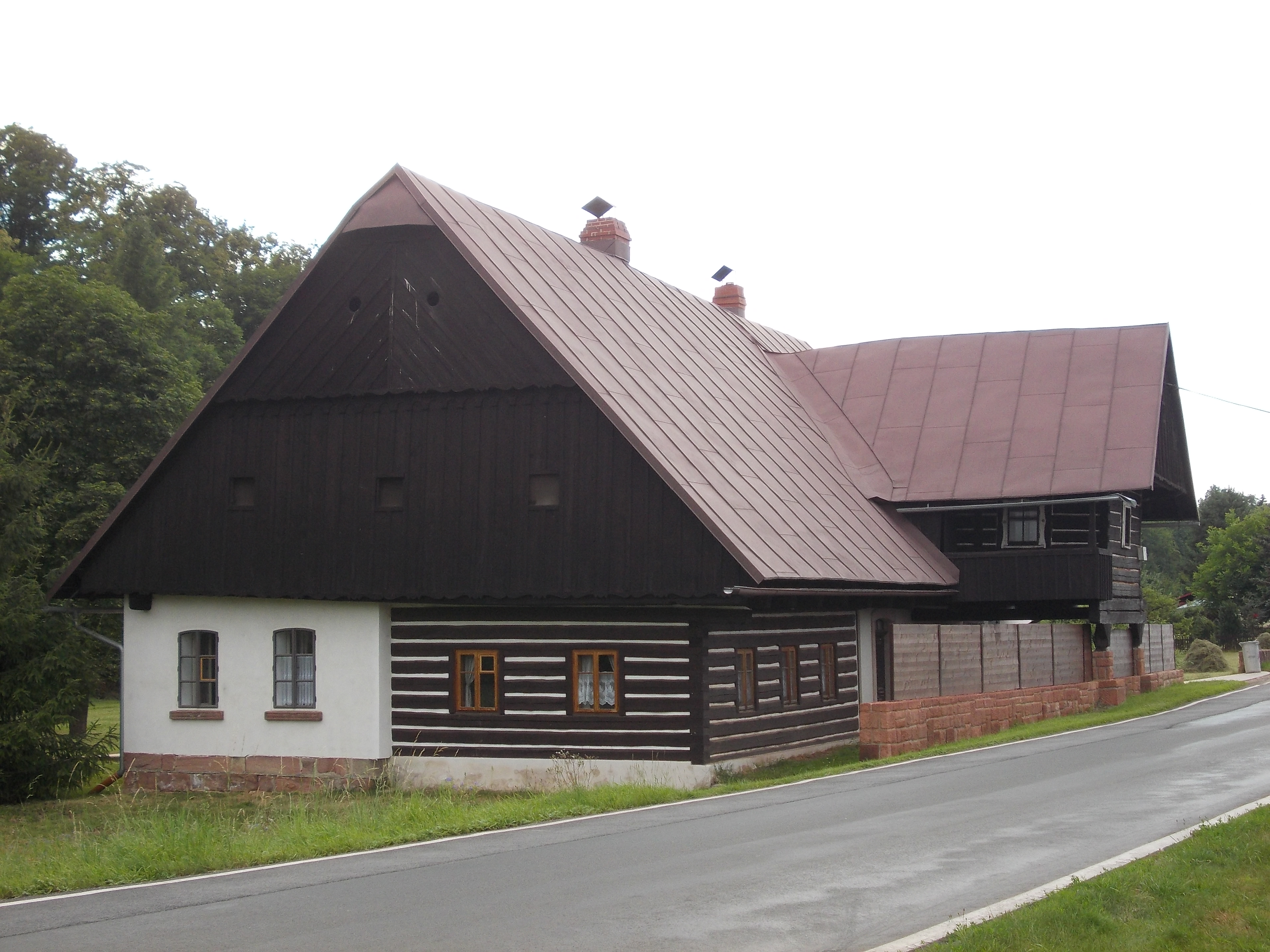
Kovárna (č.p. 1)
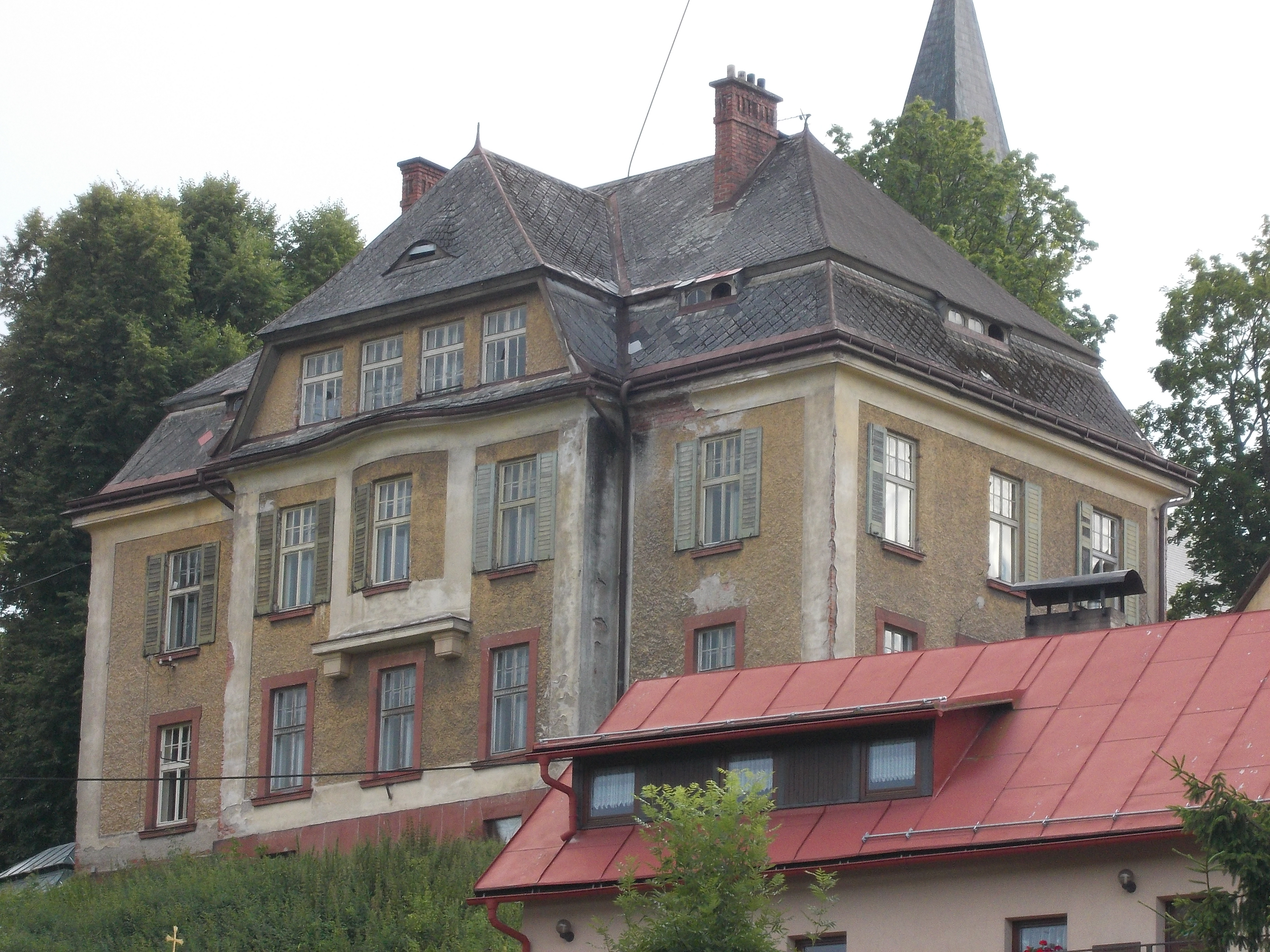
Bývalá fara (č.p. 165)
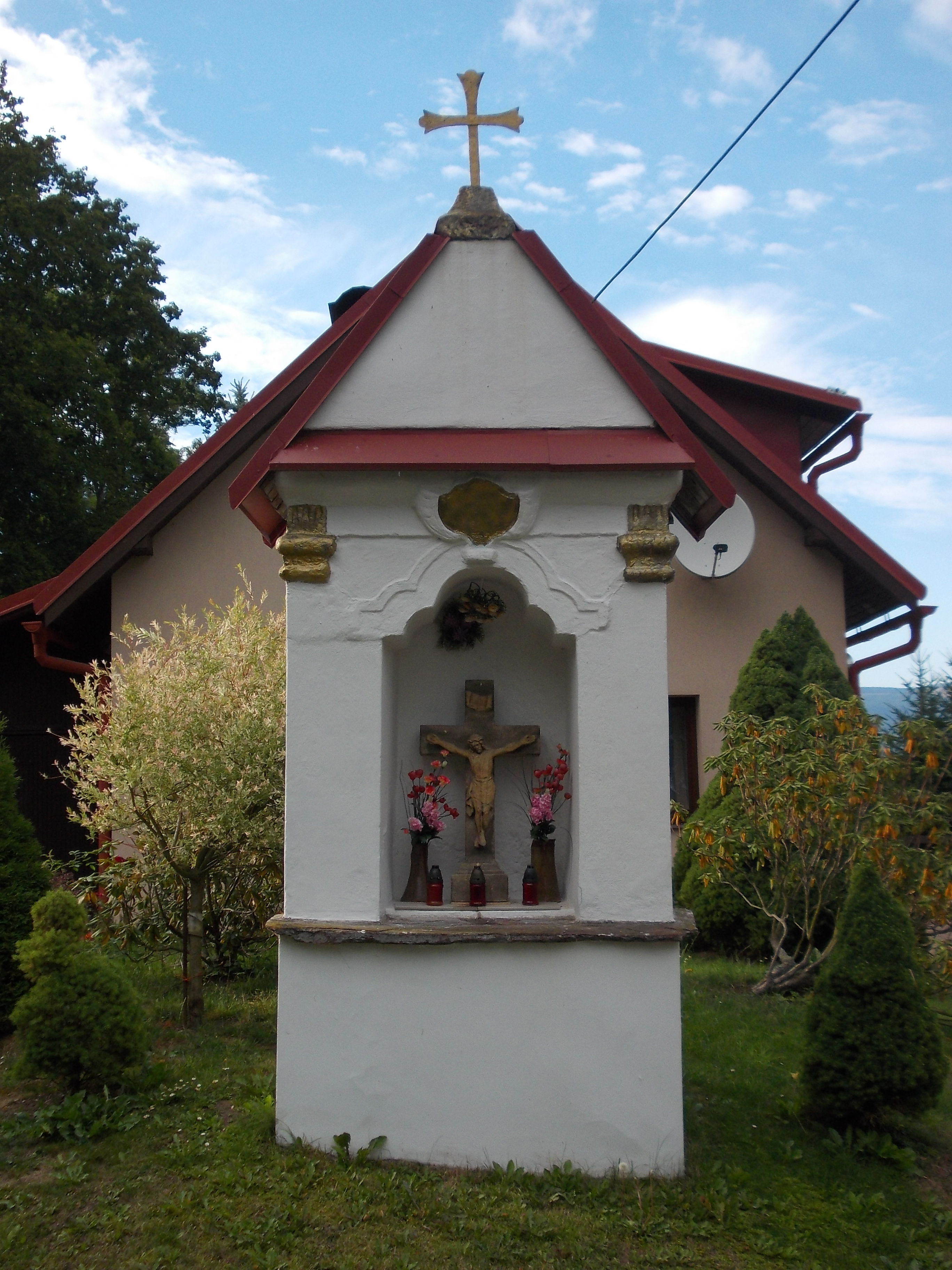
Kaplička u č.p. 181
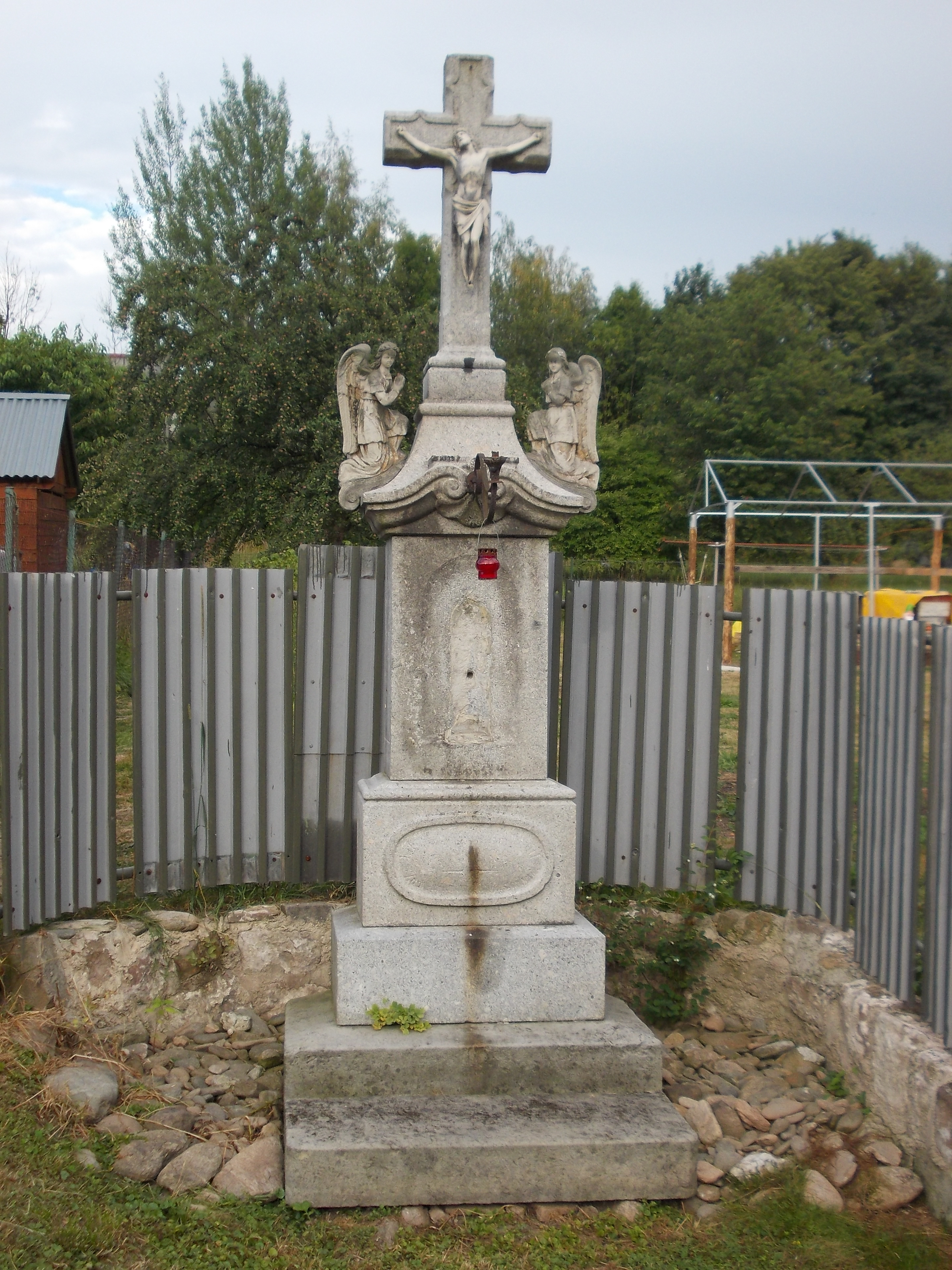
Krucifix u č.p. 264
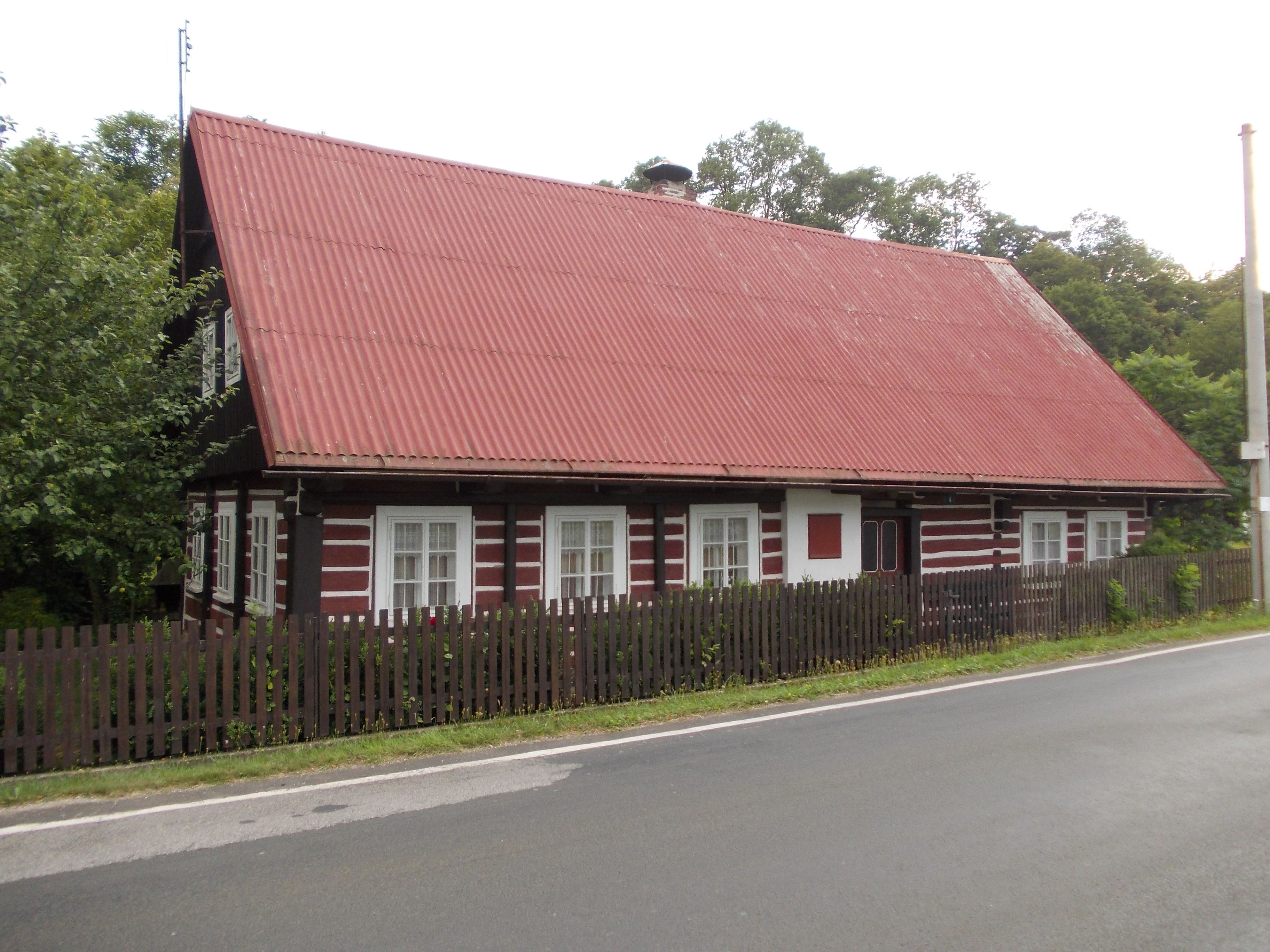
Dům č.p. 4